# Едмънсън (окръг, Кентъки)
Окръг Едмънсън (на английски: Edmonson County) е окръг в щата Кентъки, Съединени американски щати. Площта му е 798 km², а населението - 11 644 души (2000). Административен център е град Браунсвил.